# Socrates Nelson
Socrates Nelson (Conway, 11 de janeiro de 1814 – Stillwater, 6 de maio de 1867) foi um empresário, político e pioneiro norte-americano, senador estadual por um mandato em Minnesota, entre 1859 a 1861. Ele era proprietário de um armazém geral, madeireiro e especulador imobiliário e estava associado a várias empresas nos setores de seguros e ferroviários. Esteve envolvido no estabelecimento da comunidade de Stillwater, e foi um dos primeiros membros da primeira loja da Independent Order of Odd Fellows em Minnesota. Também atuou no primeiro conselho de regentes da Universidade de Minnesota antes de ser eleito para o Senado.
Nelson foi membro de um comitê de 1848 reunido em Stillwater para fazer uma petição ao Congresso dos Estados Unidos para criar o Território de Minnesota. Ele participou da organização inicial do Partido Democrata de Minnesota. Ele foi tesoureiro do condado, auditor territorial e comissário do condado. Como senador, votou a favor de um projeto de lei fracassado para legalizar a entrada temporária de escravos em Minnesota e ajudou a revogar a Emenda do Empréstimo – destinada a acelerar a criação de infraestrutura ferroviária – da Constituição de Minnesota. Ele foi eleito delegado da Convenção Nacional Democrata de 1864.
Depois que Nelson morreu em 1867 de tuberculose, suas realizações em Stillwater foram homenageadas. O nome da Escola Nelson foi escolhido graças as suas contribuições. Uma placa no Tribunal Histórico do Condado de Washington comemora sua venda do terreno onde o tribunal foi construído.

## Primeiros anos e família

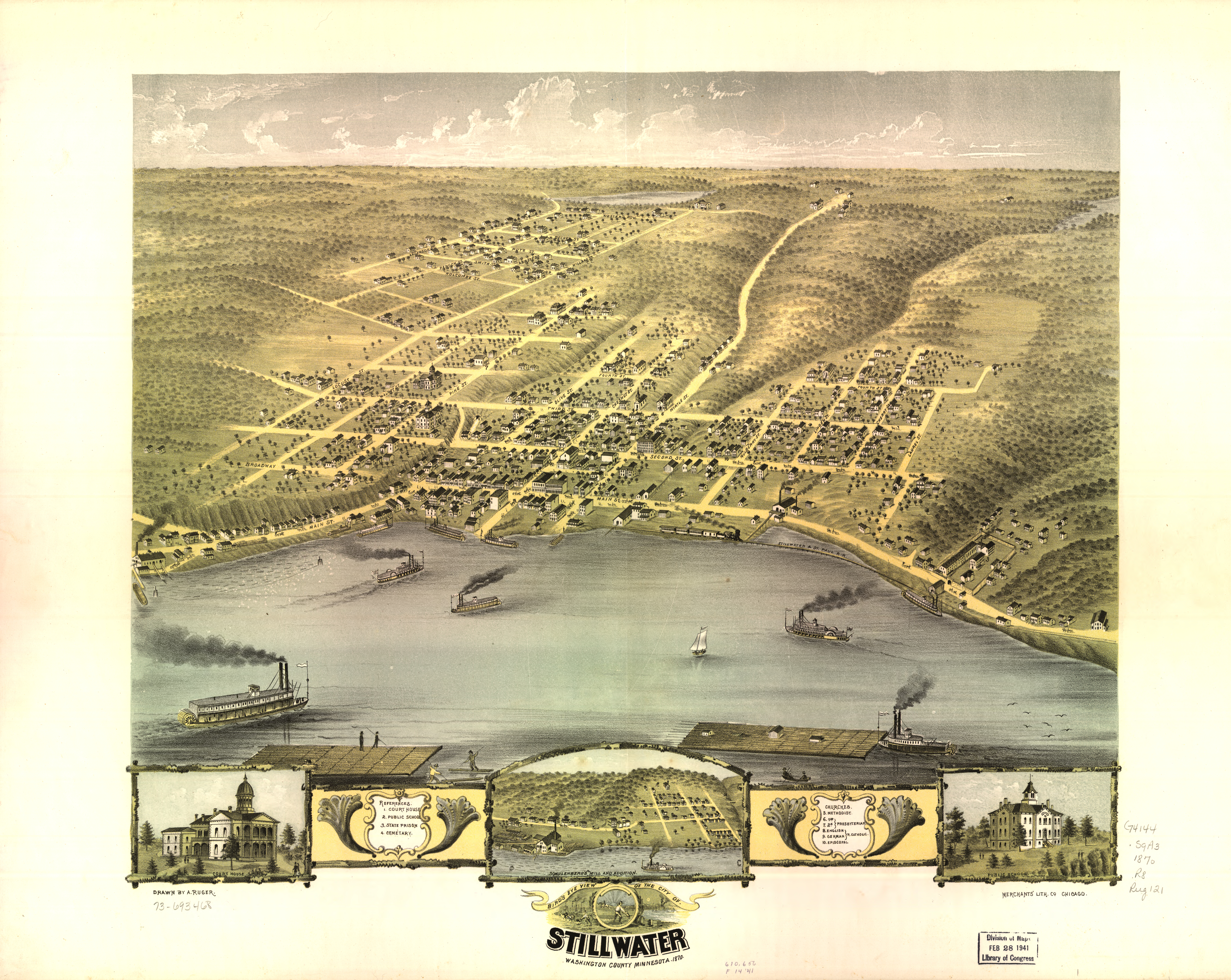
Esboço panorâmico de Stillwater desenhado em 1870

Filho de Socrates Nelson e Dorothy Boyden, Socrates Nelson nasceu em Conway, Massachusetts, em 11 de janeiro de 1814. Ele morava nas proximidades de Greenfield e fez um curso parcial na Deerfield Academy antes de retornar à sua cidade natal para se tornar um comerciante.
Quando tinha 25 anos de idade, Nelson mudou-se para Illinois em uma viagem de prospecção; ele se mudou novamente em 1840 para a cidade de St. Louis, em Missouri, para vender mercadorias e coletar peles. Lá, ele conheceu seu futuro parceiro de negócios, Levi Churchill.
No início de 1844, ele viajou pelo rio Mississippi até a foz do rio Chippewa, no território de Wisconsin, e abriu um posto comercial em um local conhecido como Nelson's Landing ou Nelson's Point, cerca de três milhas ao sul de Wabasha, em Minnesota. O posto foi mantido por vários anos, mas depois desapareceu. Em 23 de outubro, ele se casou com Betsey D. Bartlett em Hennepin, em Illinois.
Posteriormente, em 1844, Nelson pegou um barco a vapor mais ao norte, foi para a cidade recém-criada de Stillwater e abriu seu primeiro armazém geral, conhecido como Nelson's Warehouse. Betsey se juntou a ele logo depois. Os Churchills permaneceram temporariamente em St. Louis e as duas partes trocaram mercadorias pelo rio Mississippi – as peles de Nelson pelas mercadorias de Churchill.
A família Nelsons tiveram filhas gêmeas, Emma A. e Ella, em 22 de setembro de 1848. Ella morreu na infância em 23 de outubro de 1849.
Nelson foi um dos primeiros membros da Minnesota Historical Society, juntando-se em 1849 quando a organização foi formada. Ele estava entre os primeiros membros iniciados na Independent Order of Odd Fellows em 1849, que se tornou a Minnesota Lodge No. 1 em Stillwater em 1852, quando ele era um administrador.

## Carreira no empreendedorismo
Nelson foi um importante colonizador do vale do rio St. Croix. Ao chegar a Stillwater, ele inicialmente construiu uma loja e abriu um negócio mercantil, que gerenciou por onze anos. Percebendo que o desenvolvimento de terras, em vez de peles e comércio, seria mais próspero, Nelson e Churchill reivindicaram grandes extensões de terra perto do rio St. Croix em 1845 e compraram a terra do General Land Office em 1849. No verão de 1847, Nelson estava transportando centenas de milhas de jangadas de madeira no rio abaixo para St. Louis, e no verão de 1848, ele e Churchill compraram juntos uma área de bosques. Nelson entrou no ramo madeireiro para valer em 7 de fevereiro de 1851, como um dos sócios da St. Croix Boom Company, organizada pelo Legislativo Territorial de Minnesota. Em 1852, Nelson e os associados David B. Loomis e Daniel Mears (Nelson, Loomis and Company) planejaram o que hoje a cidade é chamada de Bayport. Lá, eles ergueram uma pensão e uma serraria, intitulada S. Nelson Lumber Company. A serraria movida a vapor funcionou de 1853, ano em que Nelson deixou o negócio mercantil, até novembro de 1858, quando a empresa se dissolveu, deixando Nelson como proprietário. Ele operou a fábrica com pouca frequência nos dez anos seguintes e vendeu a propriedade em 1868.

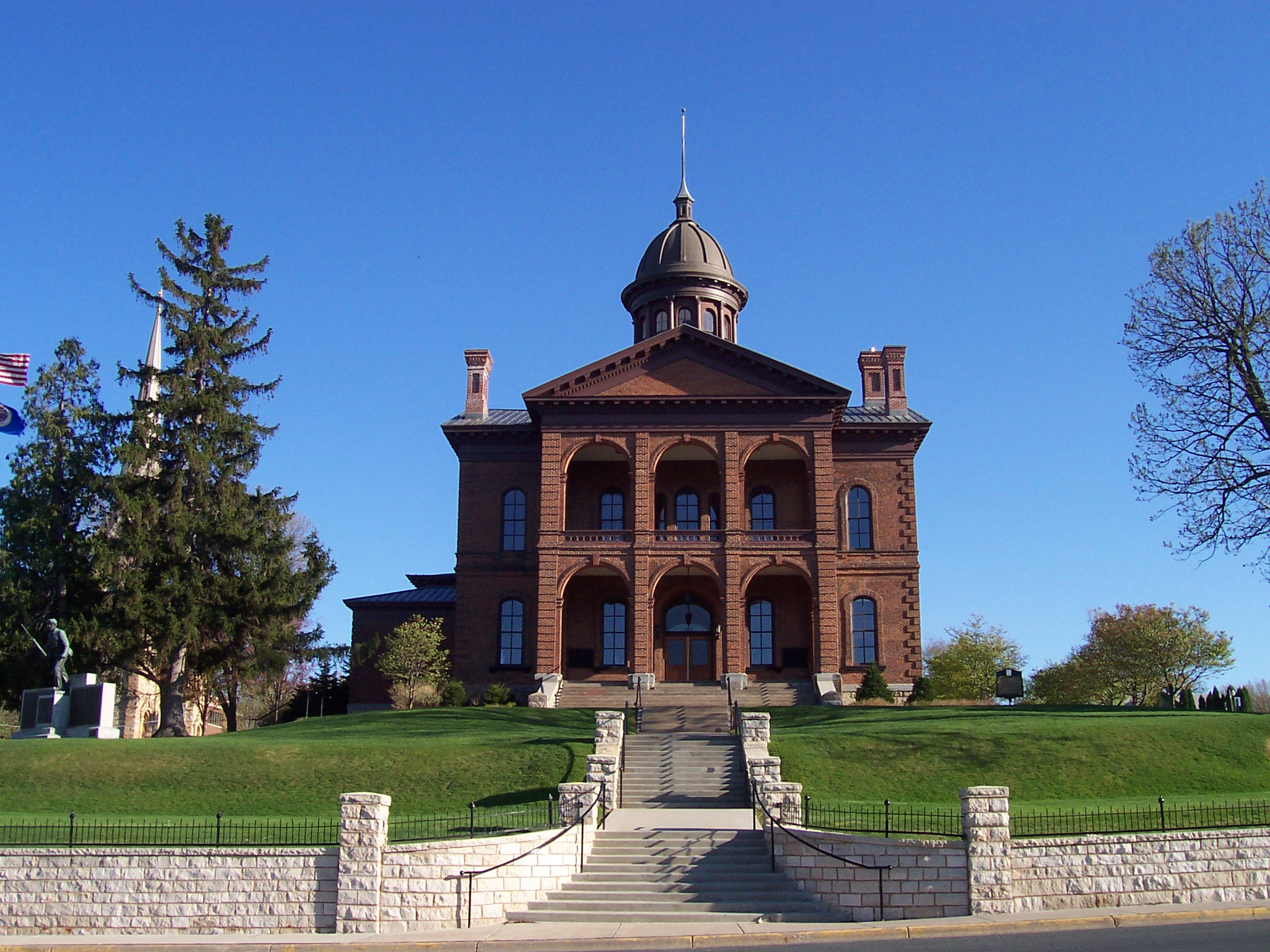
Tribunal do Condado de Washington em Stillwater, Minnesota, construído em um terreno doado por Nelson e seu parceiro de negócios

Aproveitando o boom da especulação imobiliária e o aumento dos preços das terras, Nelson e Churchill escrituraram 40 acres (16 ha) de terra em janeiro de 1857 para o vendedor de imóveis de St. Paul, Robert F. Slaughter, metade da qual Slaughter doou por sua vez para Hilary B. Hancock. Junto com suas esposas, os quatro parcelaram a área de quase 500 lotes em 15 de junho, poucos meses antes do início de uma crise financeira mundial conhecida como a crise de 1857. Em meio a um mercado imobiliário em colapso e com a especulação financeira parando, o valor da terra parcelada e quase não vendida despencou para a inutilidade prática. Meses após o início do Pânico, Levi Churchill morreu e cedeu sua propriedade para sua esposa Elizabeth. Desmoralizados pelos preços deflacionados da terra, Slaughter e Hancock desistiram de reivindicar os lotes. No início de abril de 1867, na esperança de estimular o desenvolvimento e impulsionar a demanda por lotes próximos que possuíam, Nelson e Elizabeth Churchill ofereceram para vender um quarteirão inteiro de terra da cidade de Stillwater por um valor simbólico de cinco dólares (equivalente a $105 em 2022), sem compromisso, para a construção de um tribunal. A cidade aceitou, e o prédio do tribunal estimulou o desenvolvimento da área, que Nelson não viveria para ver.
Em outros empreendimentos comerciais, Nelson foi sócio da Minnesota Mutual Fire Insurance Company em 1848. Em 1853, ele se tornou um dos sócios da Louisiana and Minnesota Railroad Company, a St. Paul Fire and Marine Insurance Company, e a Minnesota Western Railroad Company. Em 1854, uma sociedade por ações composta por Nelson e outros publicou o primeiro jornal de Stillwater, o St. Croix Union - um periódico semanal de tendência democrata que foi impresso até 1857. Em 27 de janeiro de 1867, Nelson tornou-se membro da corporação da Stillwater & St. Paul Railroad.

## Carreira política

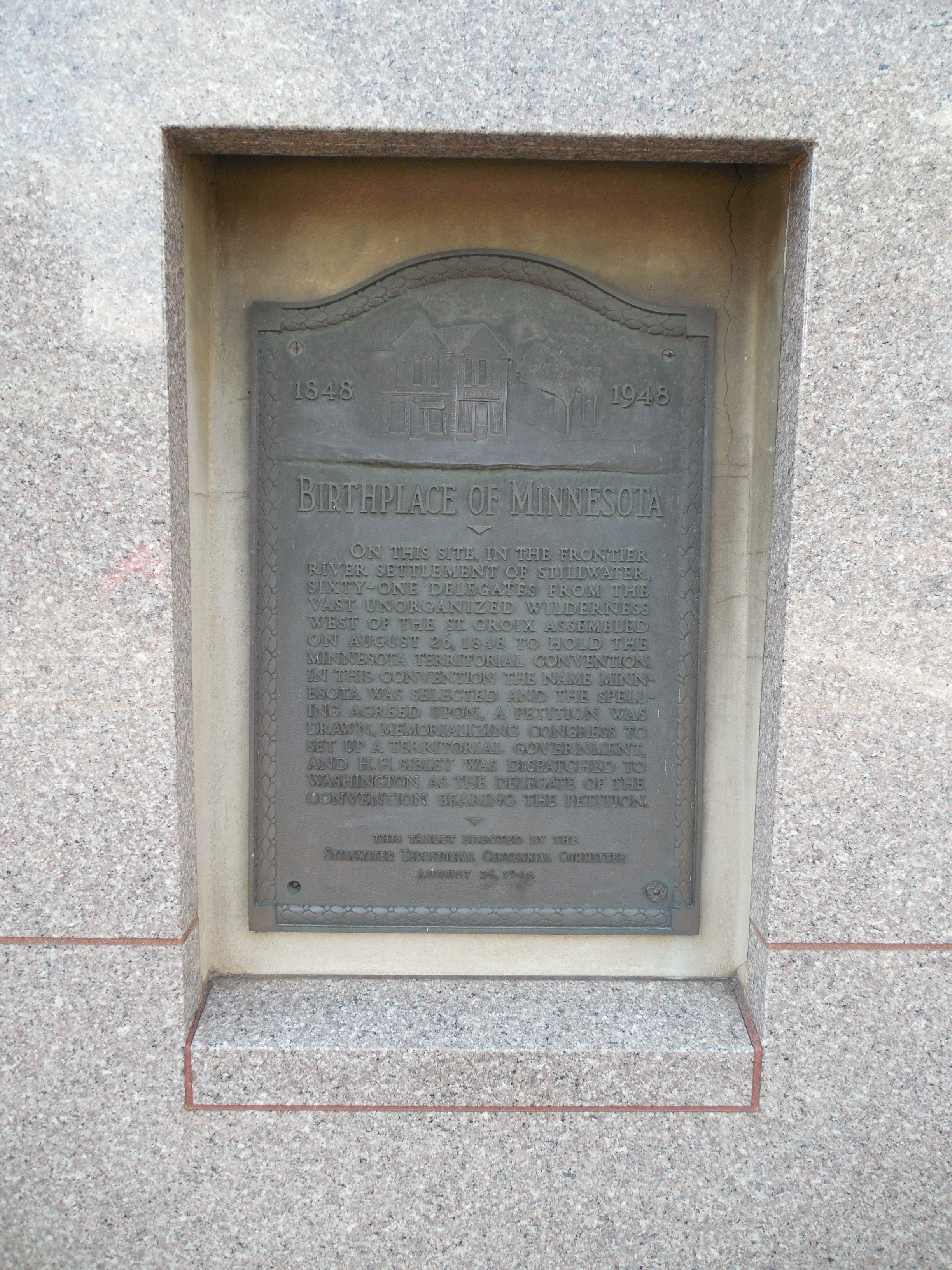
Placa comemorando os sessenta e um delegados que participaram da convenção de Stillwater de 1848, um dos quais foi Nelson

Em 1846, Nelson foi eleito tesoureiro do Condado de St. Croix, Território de Wisconsin, e em 1847, foi eleito tesoureiro e comissário do condado. Naquele ano, ele foi nomeado mestre em chancelaria do condado pelo governador do território, Henry Dodge.
Quando o estado de Wisconsin foi separado do Território de Wisconsin em 1848, algumas partes do leste de Minnesota (incluindo Stillwater) não foram contabilizadas, e assim, ficaram sem representação em Washington, DC. Nelson era um dos sete integrantes de um comitê que se reuniu na convenção de Stillwater em 26 de agosto de 1848 e reuniu sessenta e uma assinaturas para uma petição ao Congresso que levou a criação do Território de Minnesota em 1849. Um grupo de cidadãos organizou eleições para um representante do Congresso do Território de Minnesota, realizadas em 30 de outubro de 1848. Henry Hastings Sibley tornou-se o primeiro representante de Minnesota, com 236 votos; Henry Mower Rice ficou em segundo lugar, com 122 votos; e Nelson terminou em terceiro como candidato inscrito, onde recebeu 19 votos unânimes do precinto em que estava localizada sua madeireira, mas nenhum voto de qualquer outro precinto.
Em 20 de outubro de 1849, Nelson esteve envolvido com a organização do Partido Democrata de Minnesota em uma convenção realizada em Saint Paul. Nesse mesmo ano, foi eleito tesoureiro do recém-formado Condado de Washington, no Território de Minnesota.
De fevereiro de 1851 a fevereiro de 1859, Nelson trabalhou no primeiro conselho de regentes da Universidade de Minnesota; ele fez parte do comitê de construção de 1856 que solicitou planos para os edifícios necessários. Ele foi Auditor Territorial de Minnesota sob o governador Willis A. Gorman entre 15 de maio de 1853 a 17 de janeiro de 1854.
Nelson foi comissário do condado de Washington em 1852, 1855 e 1856. Em 1858, ele organizou a township de Baytown no lado sul de Stillwater. Em maio daquele ano, ele deu nomenclatura à township de Greenfield (posteriormente alterada para Grant), a leste de Stillwater, em homenagem a sua antiga casa no estado de Massachusetts.
Em 1858, Nelson foi indicado pelo Partido Democrata de Minnesota como candidato a senador estadual. Ele foi eleito democrata pelo 1º distrito em 12 de outubro de 1858 e trabalhou no Senado de Minnesota de 1859  a 1861. Durante seu mandato na 2.ª Legislatura de Minnesota, ele estava no Comitê Especial de Ferrovias e Títulos Ferroviários e no Comitê Penitenciário do Estado. Como parte do comitê de ferrovias, Nelson foi coautor de um relatório com Lucius K. Stannard em 4 de fevereiro de 1860, recomendando a eliminação do Art. IX, seção 10, da Constituição de Minnesota – conhecida como Emenda do Empréstimo. A emenda foi introduzida em 1858 para acelerar o desenvolvimento da infraestrutura ferroviária e autorizou, na época, um total de até 5 milhões de dólares em empréstimos para empresas ferroviárias. A Seção 10 foi eliminado logo depois durante a eleição presidencial de 1860. Em 5 de março de 1860, ele foi um dos cinco democratas no Senado de Minnesota a votar a favor de um projeto de lei fracassado para legalizar a entrada temporária de escravos em Minnesota.
Em 12 de outubro de 1860, a Convenção do Distrito Democrático se reuniu e indicou Nelson para senador estadual pelo 2º distrito; os republicanos nomearam Joel K. Reiner, um médico que já havia trabalhado no primeiro distrito, durante a 1.ª legislatura de Minnesota. Reiner venceu a eleição realizada em 6 de novembro de 1860, derrotando Nelson como parte de uma série de ganhos legislativos para o Partido Republicano de Minnesota.
Nelson trabalhou no Conselho Municipal de Stillwater de 1863 a 1865. Em 1864, ele foi eleito delegado da Convenção Nacional Democrata, na qual votou em George B. McClellan.

## Últimos anos de vida e legado

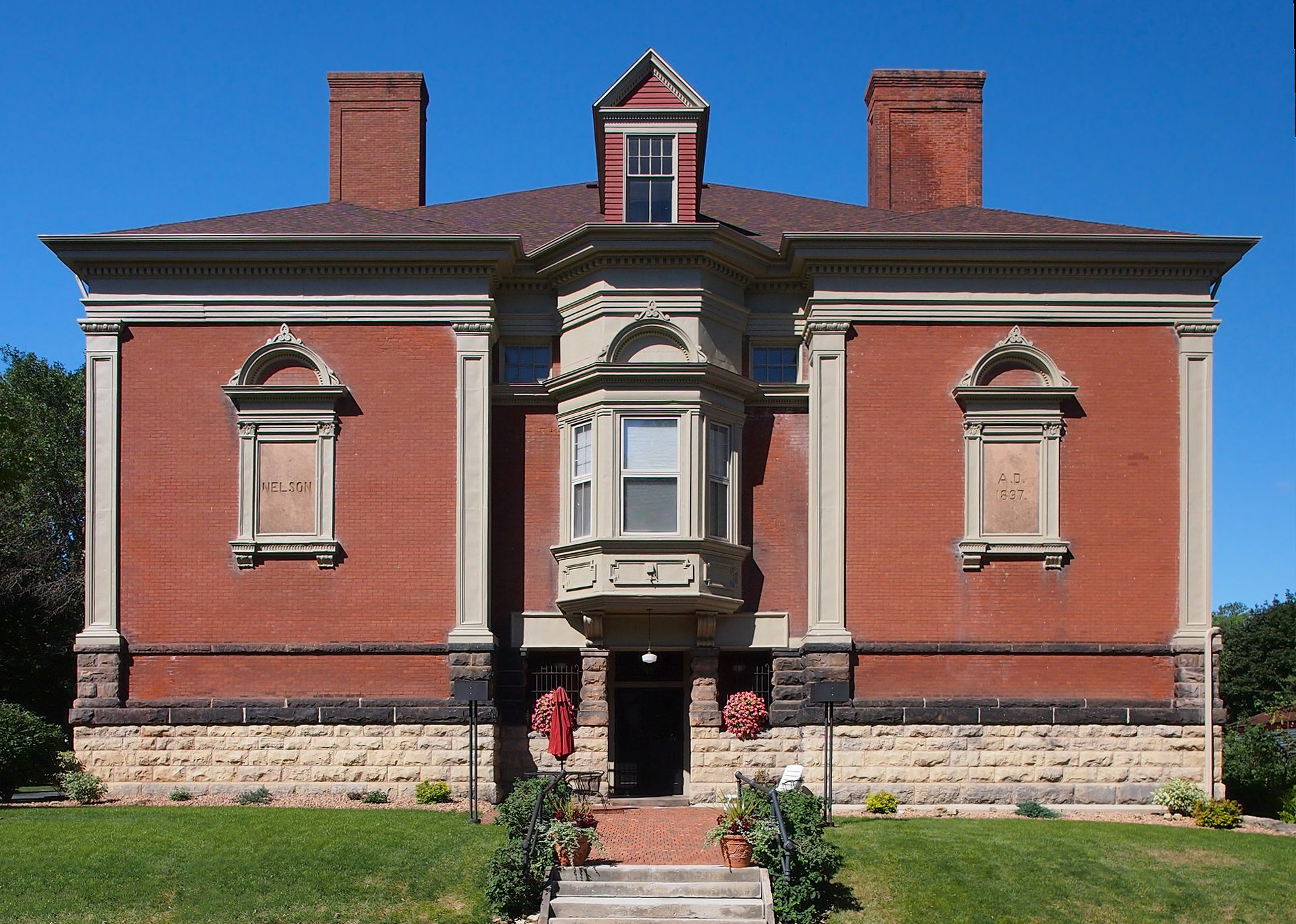
O prédio que abrigava a Escola Nelson, cuja nomenclatura em homenagem a Socrates Nelson

Nelson atuou como presidente da Old Settlers Association em 1859 e 1866. Na época, a associação aceitava como membros apenas pessoas que residiam no território antes de 1850; Nelson era um membro fundador quando foi fundada em 1857. Em 1866, ele era curador da sociedade local de cristãos universalistas.
Em 1867, depois de ficar doente por vários meses e acamado por várias semanas, Nelson morreu de tuberculose em Stillwater, na manhã de 6 de maio, aos 53 anos de idade. A maioria dos negócios da cidade fechou naquela tarde em homenagem à sua morte.
A propriedade de Nelson foi avaliada, na época, por cerca de 100 mil dólares quando ele morreu. Sua filha Emma morreu em 1880 e Betsey morreu em 1885; a propriedade foi avaliada com menos de mil dólares em setembro de 1901, devido aos gastos extravagantes do marido alcoólatra de Emma.
Uma placa no pórtico norte do Tribunal Histórico do Condado de Washington comemora a data em que Nelson e Churchill venderam o terreno para sua construção. Desde 2020, o prédio era o tribunal mais antigo do estado de Minnesota. Nelson Street, perpendicular à margem do rio St. Croix em Stillwater, recebeu o nome dele. A loja de Nelson foi convertida em uma loja de móveis, mas demolida em março de 1911. Em 28 de setembro de 1885, a Nelson School, que leva seu nome, foi inaugurada em Stillwater.